# Actias chapae
Espèce
Actias chapae est une espèce de Lépidoptères de la famille des Saturniidae. Elle est présente en Asie. C'est une espèce montagnarde enregistrée à partir de 1 500 m d'altitude. Elle a été décrite en 1950 par l'entomologiste allemand Rudolf Mell (d) (1878-1970).

## Description
L'espèce est présente au Vietnam et au sud de la Chine.

## Liste des sous-espèces
Selon GBIF (3 janvier 2024) :
- Actias chapae subsp. bezverkhovi Sochivko & Ivshin, 2008 (Sud du Viêt Nam)
- Actias chapae subsp. chapae

## Systématique
Le nom valide complet (avec auteur) de ce taxon est Actias chapae Mell (d), 1950.

## Galerie

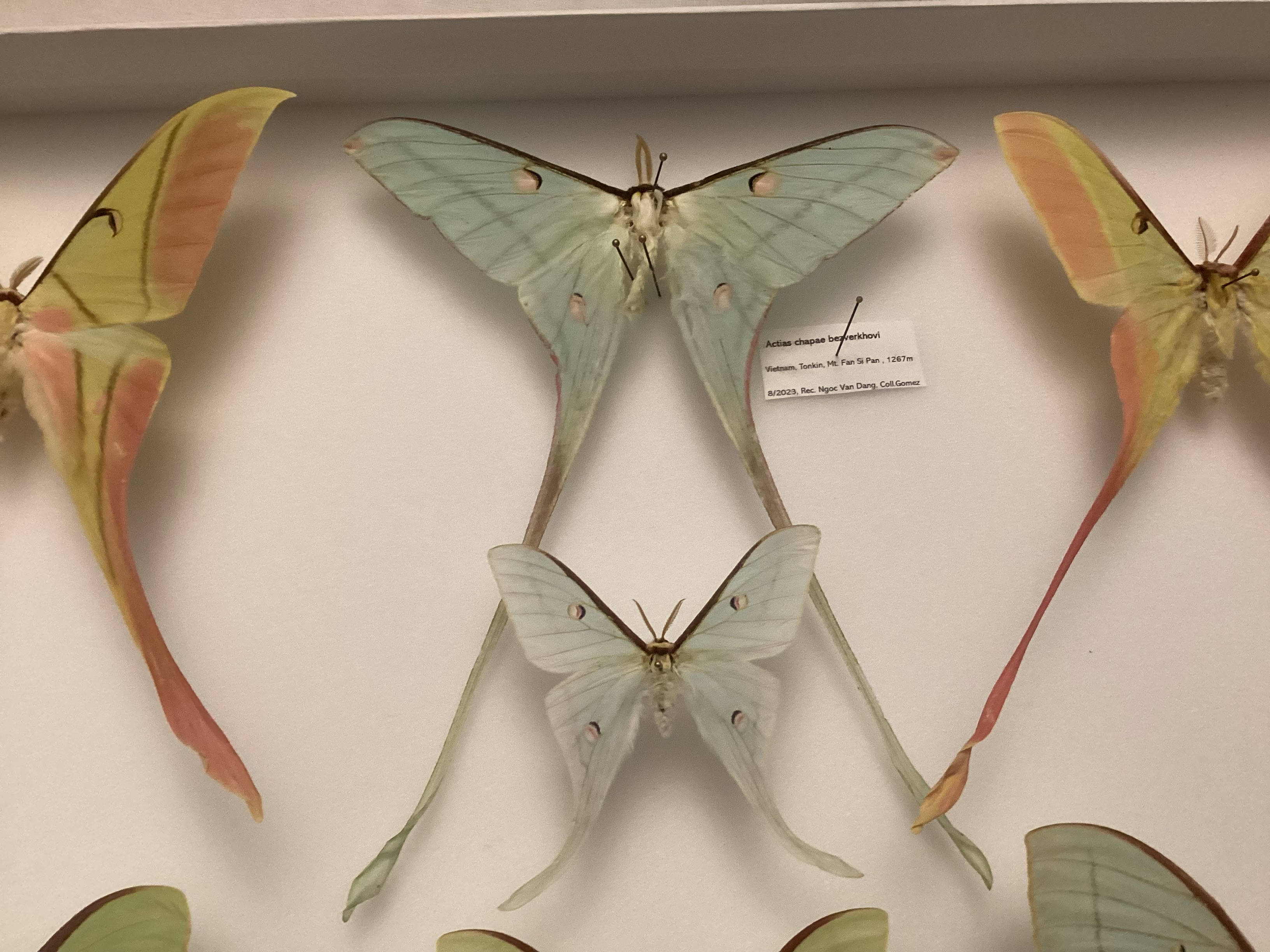
Mâle

## Publication originale
- (de) R. Mell, « Aus der Biologie der chinoisischen Actia s Leach. (Argema chapae sp.n., A. sinensis f. virescens fn) », Entomologische Zeitschrift, 1950, vol. 60, n. 6 et 7, p. 41-45, 53-56.